# Deltochilum granulatum
Deltochilum granulatum är en skalbaggsart som beskrevs av Bates 1870. Deltochilum granulatum ingår i släktet Deltochilum och familjen bladhorningar. Inga underarter finns listade i Catalogue of Life.